# Ezra Furman
Ezra Furman (Chicago, 5 settembre 1986) è una cantautrice statunitense. Si definisce transgender e bisessuale e preferisce essere indicata con i pronomi she/they.

## Biografia
Ezra Furman è nata a Chicago, in Illinois, nel 1986, ed è ebrea: suo padre proviene da una famiglia ebrea e sua madre si è convertita all'ebraismo. Il suo primo approccio alla musica avviene a inizio anni 2000, quando inizia ad ascoltare punk rock e una sera, in macchina con una ragazza, ascolta per la prima volta i Velvet Underground, il cui frontman, Lou Reed, diventa una vera e propria figura ideale per lei: Furman in quel periodo stava infatti iniziando a scoprire la sua bisessualità e si sentiva molto insicura e spaventata. La figura di Lou Reed, anche lui bisessuale, la aiutò ad accettarsi. Apprezzava anche il fatto che Lou Reed unisse una musica all'avanguardia con una più "tradizionale":
(Ezra Furman in un'intervista per "The Guardian")

## Carriera

### Ezra Furman and the Harpoons
Tra il 2006 e il 2011 Furman è stata la frontwoman della band Ezra Furman and the Harpoons, che si è formata all'Università Tufts, in Massachusetts.

#### Formazione

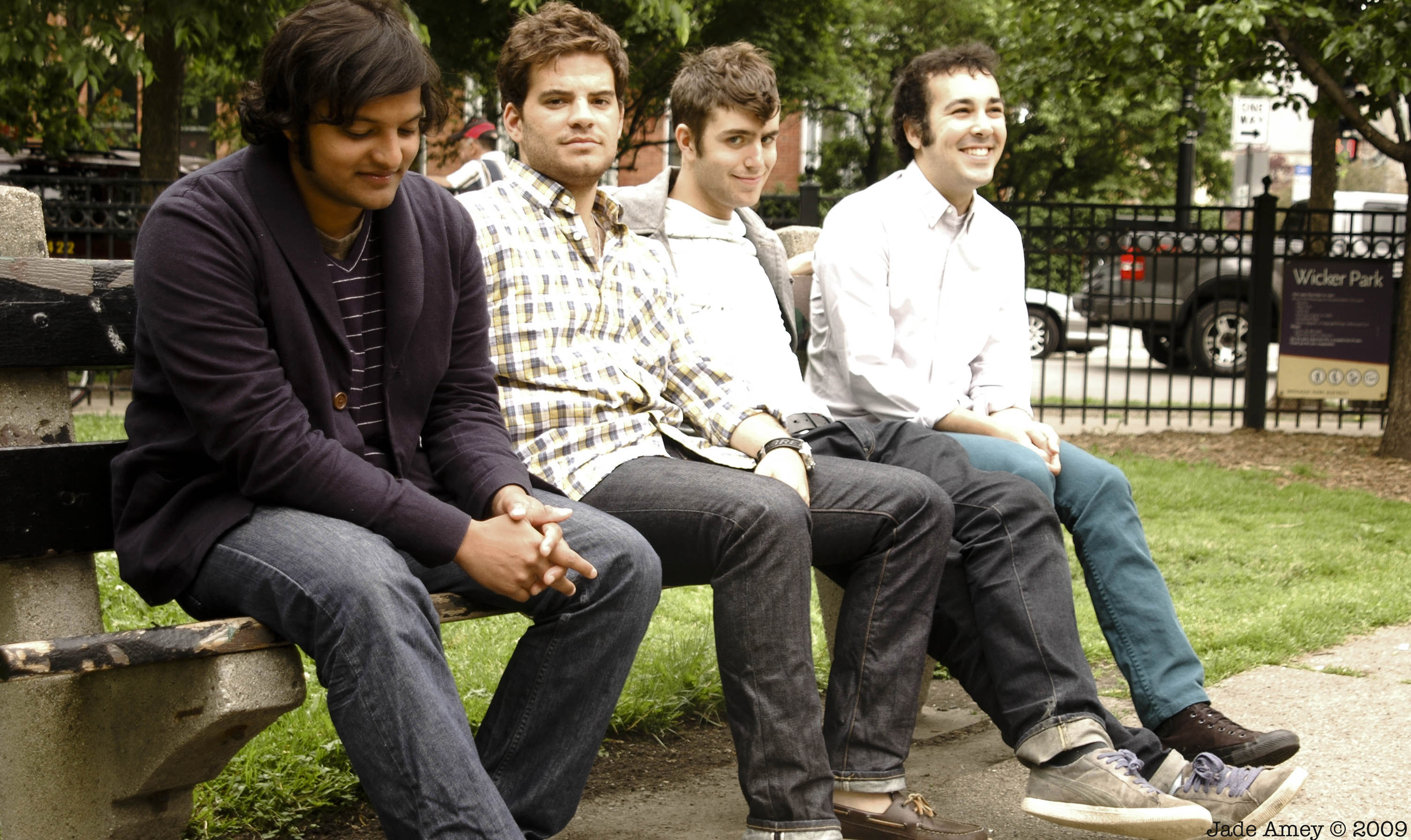
Ezra Furman and the Harpoons. Partendo da sinistra: Job Mukkada, Adam Abrutyn, Ezra Furman, Andrew Langer

- Ezra Furman: voce, chitarra
- Job Mukkada: basso
- Drew Abrutyn: batteria
- Andrew Langer: chitarra[5]

#### Discografia

##### Album in studio
- 2006 – Beat Beat Beat[6]
- 2007 – Banging Down the Doors
- 2008 – Inside the Human Body
- 2011 – Mysterious Power[5]

##### Singoli
- 2008 – Take Off Your Sunglasses[5]

##### Raccolte
- 2009 – Moon Face: Bootlegs and Road Recordings 2006-2009

### Carriera solista
Dopo il tour dell'ultimo album con i The Harpoons, Mysterious Power, Furman ha registrato un album solista indipendente: The Year of No Returning. Furman ha trovato fondi sulla piattaforma Kickstarter per pubblicare indipendentemente l'album. Il disco è stato registrato allo Studio Ballistico, che si trovava nell'attico del palazzo dove viveva Furman, e prodotto da Tim Sandusky, vicino di casa della cantautrice. L'album è uscito nel febbraio 2012, anno alla fine del quale Furman firmò un contratto con la Bar/None Records, che pubblicò nel 2013 una riedizione del disco. Il tour dell'album iniziò nel 2012 con la band Ezra Furman and the Boy-Friends (poi cambiato in Ezra Furman and the Visions), che consiste in Ezra Furman (voce, chitarra), Jorgen Jorgensen (basso), Ben Joseph (tastiere, chitarra), Sam Durkes (batteria) e Tim Sandusky (sassofono).
Nell'ottobre del 2013 è uscito Day of the Dog, il secondo album solista di Furman, sempre prodotto da Sandusky, registrato allo Studio Ballitisco e pubblicato con la Bar/None Records. La recensione di Michael Hann sul quotidiano britannico The Guardian assegna a Day of the Dog un voto di 5 stelle su 5 perché "Ezra Furman ha fatto un album di rock'n'roll classico che non sembra mai un esercizio, ma un vivente, respirante esempio di espressione personale". Sul sito web musicale NME l'album ha totalizzato 8 punti su 10. Anche il tour dell'album è stato ben accorto dalla critica: Malcolm Jack di The Guardian ha assegnato cinque stelle su cinque allo show.
All'inizio del 2015 Furman ha firmato un contratto con la Bella Union e a luglio ha pubblicato l'album Perpetual Motion People, che è riuscito a raggiungere il 23º posto in classifica nel Regno Unito. Il tour dell'album è stato composto da una serie di show in Europa e negli Stati Uniti.
Nel 2016 è stato uscito l'EP Big Fugitive Life, chiamato da Furman "la fine di un capitolo, musicalmente" e "un gruppo delle nostre canzoni orfane preferite", e che include canzoni registrate ai tempi di Perpetual Motion People e di The Year of No Returning.
Nel settembre del 2017 Furman annuncia che la sua band Ezra Furman and the Boy-Friends ha cambiato nome in Ezra Furman and the Visions senza apportare modifiche alla formazione.
Nel febbraio 2018 esce il suo settimo album da solista, Transangelic Exodus, un concept album che segue la storia di un viaggio in macchina della cantautrice con un angelo, che scappa con lei da un governo oppressivo. Nello stesso anno Furman pubblica per la collana musicale 33⅓ il libro Transformer, sull'omonimo album di Lou Reed, e l'EP Jam in the Van.
Nel 2019, oltre all'album Twelve Nudes, esce la serie Netflix Sex Education, di cui Furman scrive e interpreta la colonna sonora originale, che uscirà come Sex Education Original Soundtrack nel 2020.

## Discografia

### Album in studio
- 2012 – The Year of No Returning
- 2013 – Day of the Dog
- 2015 – Perpetual Motion People
- 2018 – Transangelic Exodus
- 2019 – Twelve Nudes
- 2022 - All Of Us Flames
- 2025 - Goodbye Small Head

### Colonne Sonore
- 2020 – Sex Education Original Soundtrack

### EP
- 2016 – Songs by Others
- 2016 – Big Fugitive Life
- 2018 – Jam in the Van

### Singoli
- 2013 – My Zero/Caroline Jones
- 2015 – Restless Year
- 2015 – Lousy Connection
- 2017 – Driving Down to LA
- 2018 – Unbelievers
- 2019 – Calm down aka I Should Not Be Alone